# El Panda (luchador)
El Panda (1957 - ) es el nombre profesional de Luis Hernández Cruz, luchador mexicano retirado, que actualmente trabaja en su cafetería ubicada en el Distrito Federal. Panda ha trabajado en numerosas empresas independientes como Promociones EGO, Promociones Mora, Pavillon Azteca y en la FMW. Conocido además por ser el compañero de Super Pinocho.

## Vida personal
Después de regresar de Japón, El Panda abrió una cafetería en el Distrito Federal llamada "Doña Barbara", la cual actualmente atiende y ofrece Firma de Autógrafos, que por cierto su atención es personal.